# Rhino ferry
Un Rhino ferry chargé

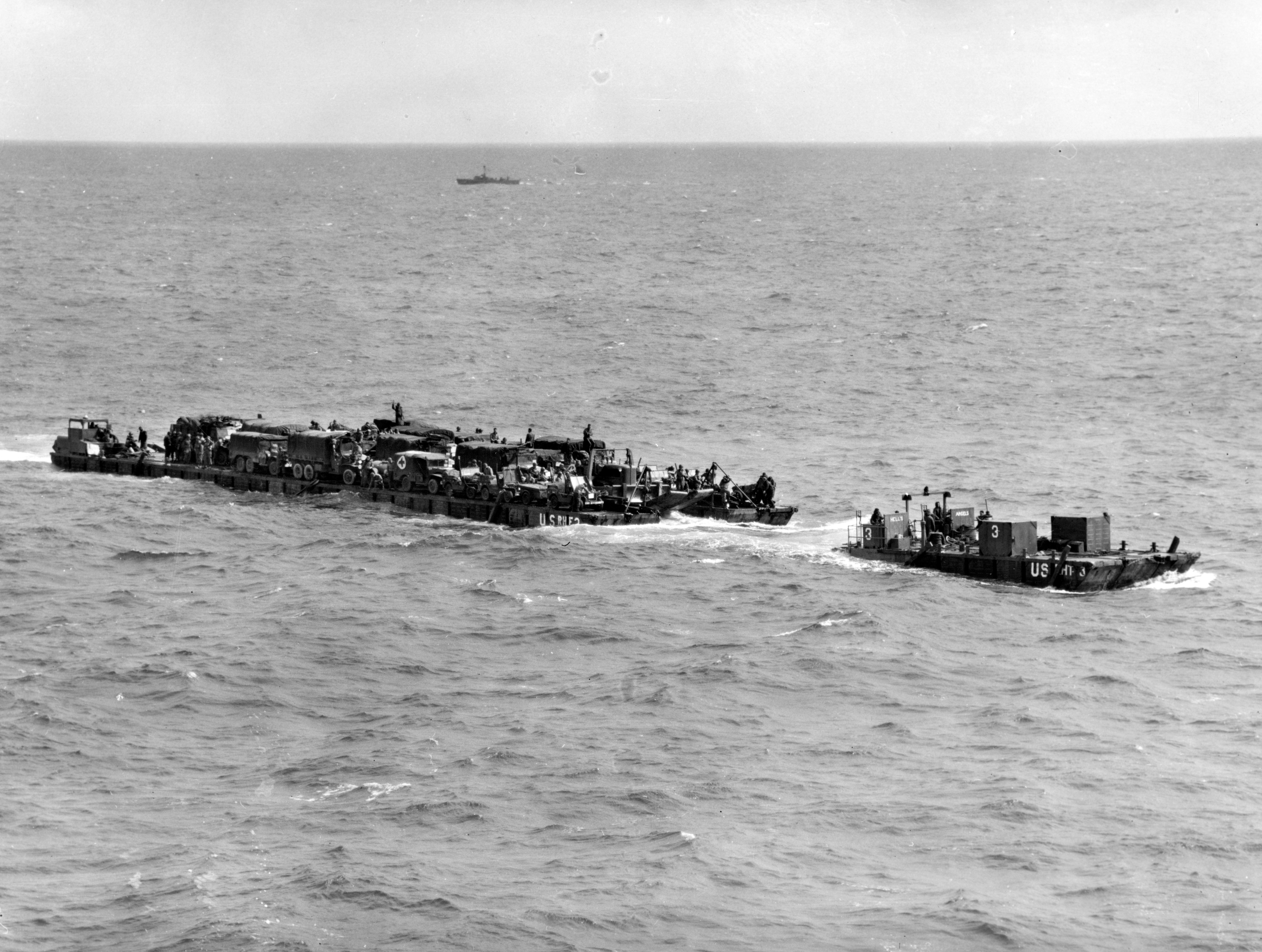
Un Rhino ferry RHF-3 chargé, remorqué par un "Rhino tug", se rapproche de la plage normande le jour J

Un Rhino ferry est un ponton de débarquement construit par l'US Navy pendant la Seconde Guerre mondiale. Il était composé de plusieurs caissons en acier reliés entre eux et était équipé de deux moteurs hors-bord. Il fut utilisé pour débarquer du matériel lourd, comme des chars ou des camions, et des troupes depuis des navires au large vers les plages, une fois celles-ci conquises. Les ferries Rhino furent largement utilisés lors du débarquement de Normandie mais aussi lors d'autres débarquements alliés (à Attu,  en Sicile, en Italie continentale) ; leur faible tirant d'eau était bien adapté aux plages peu profondes et ils pouvaient également être utilisés comme jetées lorsqu'ils étaient remplis d'eau.
Alternative aux péniches de débarquement de chars, ils étaient exploités par les bataillons de construction de la marine américaine (les Seabees).  
Pour le débarquement de Normandie, les éléments furent expédiés des États-Unis et assemblés au Royaume-Uni. La construction initiale fut réalisée par les bataillons de construction de l'US Navy. Des Rhinos (et les chaussées de plage, qui utilisaient les mêmes composants) furent également assemblés par les Royal Engineers de l'armée britannique.

## Histoire
Le Civil Engineer Corps (en) (CEC), le corps de génie civil de l'US Navy était chargé de construire les infrastructures pour la marine américaine. Ce corps qui ne comptait que 150 officiers en 1939 en comptera plus de 10 000 à la fin de la guerre dont de très nombreux servent au sein de bataillons de constructions, les Seabees, créés pendant la guerre. 
Sur le front européen, ces bataillons vont principalement se consacrer sur les débarquements, ils vont créer des pontons flottants pour les débarquements en Sicile, à Salerne et à Anzio. Mais la configuration des côtes italiennes les rendent difficiles à mettre en œuvre. Pour le débarquement de Normandie, les plages à hauts fonds rendent difficile l'approche des navires, même des navires de débarquement. Ces derniers sont obligés de s'échouer et d'attendre la marée suivante pour se désengager et repartir. Le CEC va donc améliorer ses pontons de débarquement et mettre au point ses Rhino ferries (RHF) chargés de faire la liaison entre les cargos ou les LST et les plages de manière plus efficace que les péniches de débarquement. 
Des tests sont réalisés grandeur nature en août 1943 à l'Advance Base Proving Ground de Davisville (en) à North Kingstown, dans le Rhode Island, dans le nord-est des États-Unis. 10 chars moyens et 2 half-tracks sont débarqués d'un LST en moins de 4 minutes. Initialement les Rhino sont dépourvus de moteurs et sont manœuvrés par deux petits remorqueurs, les Rhino tugs. Les ingénieurs du CEC testent alors la pose de moteurs internes et hors-bords. Ce sont ces derniers qui sont privilégiés et installés de part et d'autre à l'arrière du navire avec chacun une puissance de 143 ch.
Les Rhino ferries utilisés en Normandie sont composés de 180 caissons flottants imbriqués les uns dans les autres, 30 en longueur et 6 en largeur, soit une longueur totale de 45 mètres pour une largeur de 12,6 mètres, permettant un tirant d'eau très faible. Ils sont équipés d'une rampe relevable à l'avant et d'un dispositif d'accrochage aux LST à l'arrière. Ils peuvent ainsi transporter 12 chars moyens M4 Sherman (avec un tirant d'eau 1,2 m) ou de 40 camions GMC (tirant d'eau 0,7 m).
Cette fabrication en caisson permet une fabrication et un transport transatlantique aisé et un assemblage rapide en Angleterre.
Leur faible vitesse, 4 nœuds, et l'absence de plat-bord en interdisent l'usage pendant la phase d'assaut. Mais dès la sécurisation de l'abord des plages, ils peuvent entrer en action. Sur les plages du débarquement normandes, ils débutent lors déchargement dès l'après-midi du 6 juin.
En Normandie, 3 bataillons de construction mettent en œuvre les Rhino ferries :
- le 28e à Utah Beach (5 officiers et 270 hommes);
- le 81e à Utah Beach, également chargé des campements près des plages;
- le 111e à Omaha Beach (6 officiers et 1 245 hommes) également chargé de campements près des plages[7].

Un Rhino Ferry a un équipage standard de 17 hommes : un officier, un maitre, deux pilotes, un mécanicien, un opérateur radio, huit matelots, un infirmier, un chaudronnier et un conducteur de bulldozer pour les dégagements sur la plage.
En Normandie, 41 Rhino ferries desserviront les plages britanniques et canadiennes et 31 les plages américaines.
85 % du matériel américain débarqué lors des 10 premiers jours de la bataille de Normandie l'ont été par les Rhino ferries. Cela explique que malgré la perte de leur port Mulberry à cause d'une tempête, les Américains aient débarqué sur cette période plus de matériel que les Britanniques.
Après la prise de Cherbourg fin juin et le déminage du port, des Rhinos furent utilisés pour amener à terre les matériels amenés par des Liberty ships jusque dans la rade.